# Ford Models Brasil
A Ford Models Brasil é uma agência de modelos brasileira fundada em 1990 e administrada pelos empresários Denise Céspedes e Décio Ribeiro. Uma das cinco melhores agências do mundo, tem sede em São Paulo e escritórios no Rio de Janeiro, Porto Alegre, Curitiba, Belo Horizonte e Florianópolis.
A agência é detentora no país do direito de realização do concurso Supermodel of the World, responsável por recrutar todo ano centenas de milhares de candidatas que pleiteiem a um posto como supermodelo. O referido concurso era antes realizado pela Class Modelos, que teve os direitos de representação cassados em virtude de acordos judiciais com a Ford Models americana.
No Brasil o concurso foi renomeado para Supermodel Brasil, o qual é realizado desde 1994. A primeira vencedora a modelo Luciana Curtis, nesse mesmo ano. Outras vencedoras foram Adriana Lima, Camila Finn, Tayane Leão e Liliane Ferrarezi.